# Fins
Fins är en kommun i departementet Somme i regionen Hauts-de-France i norra Frankrike. Kommunen ligger i kantonen Roisel som tillhör arrondissementet Péronne. År 2022 hade Fins 279 invånare.

## Befolkningsutveckling
Antalet invånare i kommunen Fins
| Referens: INSEE |